# Eublemma reussi
Eublemma reussi är en fjärilsart som beskrevs av M.Gaede 1935. Eublemma reussi ingår i släktet Eublemma och familjen nattflyn. Inga underarter finns listade i Catalogue of Life.